# 阿登省公路网

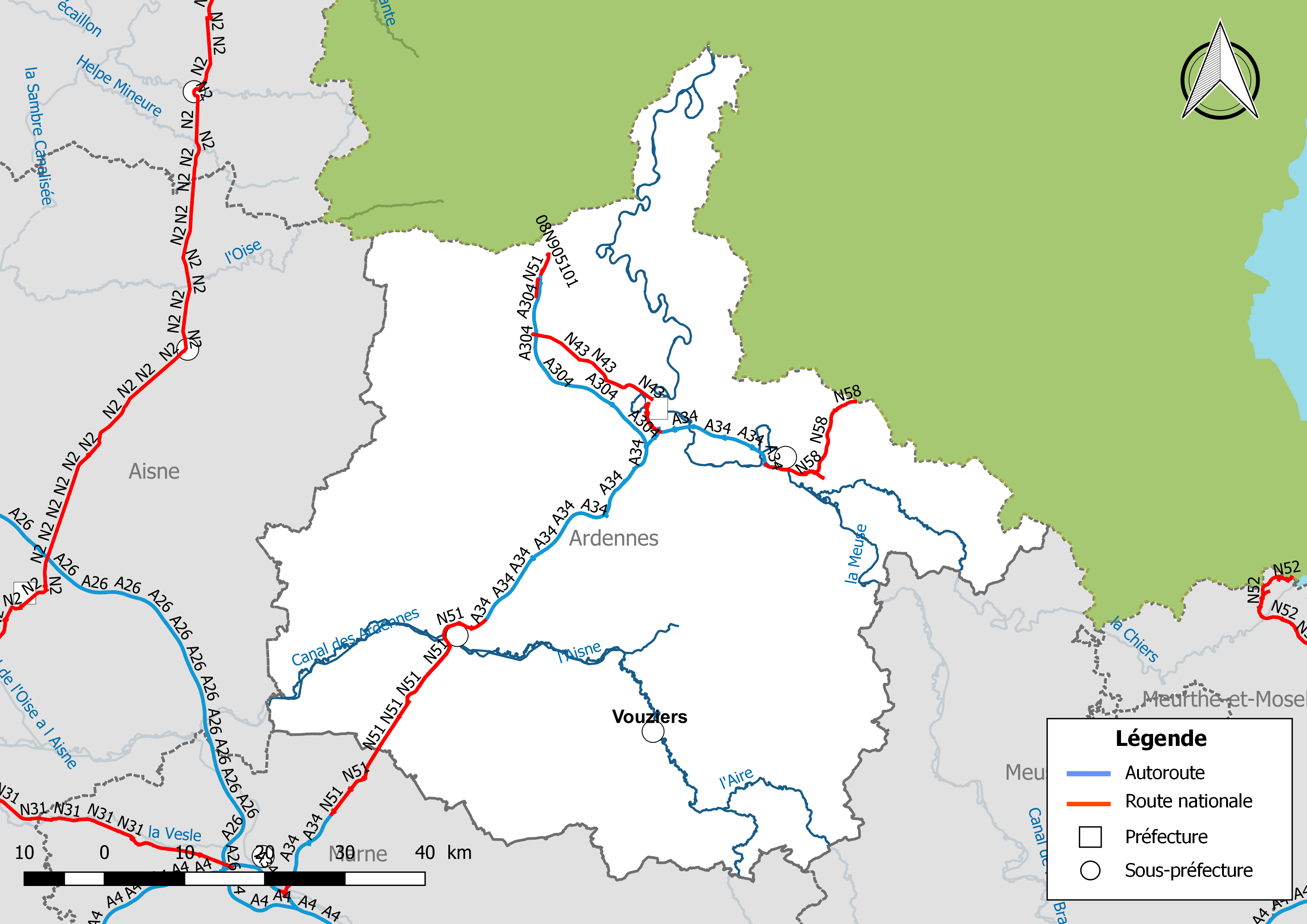
阿登省公路网

阿登省公路网是法国阿登省境内公路设施的统称。截止2020年10月，阿登省境内共有高速公路57公里，国道75公里，省道3376公里以及其它公路3196公里。

## 历史
阿登省的第一条公路出现于18世纪末，最初仅供马车行驶，工业革命后开始出现机动车辆。1930年，阿登省境内的公路系统进行了统一编号。1972年和2006年，法国的国道系统两次大规模拆分，其中阿登省境内的法国国道N19线、N60线等均改为省道，并重新编号。
|          | 2002 | 2003 | 2004 | 2005 | 2006 | 2007 | 2008 | 2009 | 2010 | 2011 | 2012 | 2013 | 2014 | 2015 | 2016 | 2017 |
| -------- | ---- | ---- | ---- | ---- | ---- | ---- | ---- | ---- | ---- | ---- | ---- | ---- | ---- | ---- | ---- | ---- |
| 高速公路 | 41   | 50   | 50   | 50   | 50   | 50   | 50   | 50   | 50   | 50   | 50   | 50   | 50   | 50   | 50   | 57   |
| 国道     | 165  | 165  | 165  | 75   | 80   | 75   | 75   | 76   | 76   | 76   | 70   | 76   | 76   | 76   | 76   | 75   |
| 省道     | 3096 | 3095 | 3095 | 3119 | 3243 | 3355 | 3355 | 3355 | 3250 | 3250 | 3323 | 3323 | 3323 | 3380 | 3376 | 3376 |
| 其它道路 | 2984 | 2985 | 2998 | 3010 | 3017 | 3043 | 3043 | 3065 | 3070 | 3070 | 3084 | 3134 | 3134 | 3159 | 3190 | 3196 |
| 总计     | 6286 | 6295 | 6308 | 6254 | 6390 | 6523 | 6523 | 6546 | 6446 | 6446 | 6527 | 6583 | 6583 | 6665 | 6692 | 6704 |

2019年12月，原法国国道N51线的沙勒维尔至罗克鲁瓦部分被扩建成为法国A304号高速公路，而罗克鲁瓦以北的路段则改为省道D8051线。

## 路网

### 高速公路
- 法国A34号高速公路（阿登省境内累计全长约51公里，共设有9个出入口和1个互通式立交桥）
- 法国A304号高速公路（阿登省境内累计全长约30公里，共设有3个出入口和1个互通式立交桥）

### 国道
- 法国国道N43线（法语：Route nationale 43），阿登省境内全长约30公里（不连续）。
- 法国国道N51线（法语：Route nationale 51），阿登省境内全长约8公里（不连续）。
- 法国国道N58线（法语：Route nationale 58），阿登省境内全长约11.4公里。

### 省道
| 阿登省省道列表    |             |                                    | |                   |
| 编号              | 长度 （km） | 起点 连接线                        | 主要途径市镇（斜体字表示该道路距离该市镇政府所在地最近距离超过1公里） | 终点 连接线       |
| D5                | 20          | 沙勒维尔-梅济耶尔 抵抗运动烈士大街 | 沙勒维尔-梅济耶尔 ↔ 圣洛朗 ↔ 吕姆 ↔ 维维耶欧库尔 ↔ 弗里涅欧布瓦 ↔ 圣蒙日 ↔ 福卢万 ↔ 色当 | 色当 凡尔登大街   |
| D6                | 87.7        | （马恩省） D20                     | 欧尔 ↔ 芒尔 ↔ 欧德伊和蒙福塞勒 ↔ 塞绍 ↔ 布孔维尔 ↔ 蒙舍坦 ↔ 瑟尼克 ↔ 格朗普雷 ↔ 伯菲和勒莫尔托姆 ↔ 韦尔佩勒 ↔ 泰诺尔格 ↔ 比藏西 ↔ 阿里库尔/巴尔莱比藏西 ↔ 圣皮埃尔蒙/迪约莱地区沃 ↔ 索莫特 ↔ 阿戈讷地区博蒙 ↔ 拉伯萨斯 ↔ 罗库尔和弗拉巴 ↔ 阿罗库尔 ↔ 昂日库尔 ↔ 勒米伊-阿伊库尔 ↔ 努瓦耶蓬莫日 ↔ 瓦德兰库尔 ↔ 色当 ↔ 弗卢万 ↔ 圣蒙日 ↔ 弗莱尼约                                   | 比利时 · N945     |
| D946              | 91.7        | （埃纳省） D946                    | 弗拉伊库尔 ↔ 瑟兰库尔 ↔ 勒莫库尔 ↔ 松镇 ↔ 埃克利 ↔ 巴尔比/阿尔尼库尔/索邦 ↔ 勒泰勒 ↔ 勒泰勒附近索 ↔ 比耶尔姆 ↔ 蒂尼-特吕尼 ↔ 瑟伊/阿内勒 ↔ 梅尼拉内勒↔ 索尔斯-尚珀努瓦斯 ↔ 波夫尔 ↔ 德里库尔 ↔ 勒凡库尔 ↔ 图尔塞勒-肖蒙 ↔ 布尔克 ↔ 布尔克附近马尔斯 ↔ 武济耶 ↔ 法莱斯/拉克鲁瓦欧布瓦 ↔ 隆韦 ↔ 奥利济-普里马 ↔ 格朗普雷 ↔ 尚皮尼厄勒 ↔ 圣瑞万 ↔ 弗莱维尔 ↔ 沙泰勒谢埃里 ↔ 阿普尔蒙 | （默兹省） D946   |
| D947              | 28.7        | 拉克鲁瓦欧布瓦 D946                | 拉克鲁瓦欧布瓦 ↔ 布托布瓦 ↔ 热尔蒙 ↔ 欧特吕什 ↔ 阿里库尔 ↔ 巴尔莱比藏西 ↔ 比藏西 ↔ 巴永维尔 ↔ 努阿尔 ↔ 塔伊 | （默兹省） D947   |
| D977              | 77.7        | （马恩省） D982                    | 阿尔讷河畔圣艾蒂安 ↔ 瑟米德 ↔ 勒凡库尔 ↔ 图尔塞勒-肖蒙 ↔ 武济耶 ↔ 巴莱 ↔ 四尚 ↔ 拜龙及其周边 ↔ 塔奈 ↔ 勒蒙迪约 ↔ 拉讷维尔阿迈尔 ↔ 谢默里-谢埃里 ↔ 舍沃日 ↔ 色当 ↔ 日沃讷 ↔ 拉沙佩勒 | 拉沙佩勒 N58      |
| D982              | 18.6        | 武济耶 D946                        | 武济耶 ↔ 埃纳河畔萨维尼 ↔ 圣莫雷勒 ↔ 蒙图瓦 ↔ 旧马尔沃 ↔ 塞绍 | （马恩省） D982   |
| D988              | 24.5        | 克利龙 N43                         | 克利龙 ↔ 洛尼 ↔ 朗韦 ↔ 莱马聚尔 ↔ 勒万 ↔ 菲迈 | 菲迈 D8051        |
| D989              | 45.8        | 沙勒维尔-梅济耶尔 火车站广场       | 沙勒维尔-梅济耶尔 ↔ 达穆济 ↔ 塞什瓦勒/默兹河畔博尼 ↔ 蒙泰尔梅 ↔ 阿尔尼 ↔ 维勒-瓦勒朗 ↔ 维勒-莫尔兰 | 维勒-莫尔兰 D8051 |
| D8043 （西段）    | 19.8        | 罗克鲁瓦附近特朗布卢瓦 N43         | 罗克鲁瓦附近特朗布卢瓦 ↔ 希伊 ↔ 埃塔勒 ↔ 莫贝尔枫丹 ↔ 日龙代勒/埃泰尼耶尔 ↔ 欧维莱尔莱福日 ↔ 讷维尔莱博略 ↔ 塔尔济 ↔ 欧日 | （埃纳省） D1043  |
| D8043 （东段）    | 28.5        | 巴泽耶 N43                         | 巴泽耶 ↔ 杜济 ↔ 普吕-圣雷米 ↔ 萨希 ↔ 奥讷 ↔ 卡里尼昂 ↔ 布拉尼 ↔ 利奈 ↔ 弗罗米 ↔ 马尔居 ↔ 锡尼-蒙利贝尔 | （默兹省） D1043  |
| D8051             | 41.5        | 罗克鲁瓦 N51                       | 罗克鲁瓦 ↔ 盖多叙 ↔ 菲迈 ↔ 艾布 ↔ 费潘 ↔ 默兹河畔蒙蒂尼 ↔ 维勒-莫尔兰 ↔ 耶尔日 ↔ 欧布里沃 ↔ 默兹河畔阿姆 ↔ 绍兹 ↔ 日韦 | 比利时 · N96      |
| 1. 2. 3. 4. 5. 6. |             |                                    | |                   |